# Milos Degenek
Milos Degenek (Knin, 28 d'abril de 1994) és un futbolista australià que juga en la posició de defensa. Va disputar 5 partits amb la selecció d'Austràlia.

## Estadístiques
| Selecció d'Austràlia | Selecció d'Austràlia | Selecció d'Austràlia |
| Anys                 | Partits              | Gols                 |
| -------------------- | -------------------- | -------------------- |
| 2016                 | 5                    | 0                    |
| 2017                 |                      |                      |
| Total                | 5                    | 0                    |